# Statuti di Mortmain

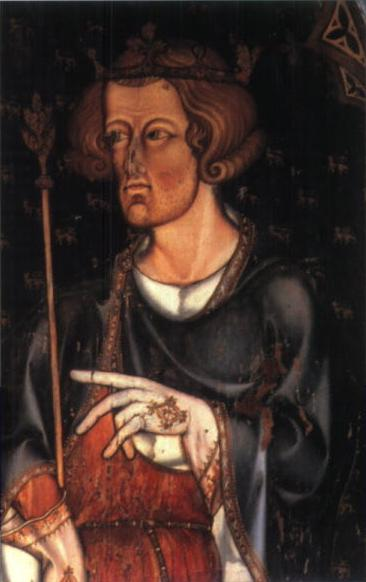
Gli Statuti di Mortmain, del 1279 e del 1290 furono avviati dal Re Edoardo I d'Inghilterra per ristabilire il divieto di donazione di terreni alla Chiesa, originariamente proibito dalla Grande Carta del 1217.

Gli Statuti di Mortmain erano due decreti, del 1279 e del 1290, di Re Edoardo I del Regno d'Inghilterra volti a preservare le entrate del Regno impedendo il passaggio della terra nel possesso della Chiesa. 
Il possesso di beni di una corporazione come la Chiesa era conosciuto come manomorta.
Nell'Inghilterra medievale i possedimenti feudali hanno generato imposte (sotto forma di diritto accessorio, un privilegio) sulla eredità o sulla concessione della tenuta fondiaria. Se un immobile era di proprietà di un ente religioso che non può morire, raggiungere la maggiore età, o avere i beni confiscati per fellonia, queste tasse non sarebbero mai state pagate.
Gli Statuti di Mortmain erano destinati a ristabilire il divieto di donazione di terre alla Chiesa per fini di evitare gli obblighi feudali che erano stati lasciati intendere nella Magna Carta nel 1215 e specificamente definiti nella Grande Carta del 1217. Giovanni d'Inghilterra morì poco dopo la firma della Magna Carta. Enrico III d'Inghilterra, figlio di Giovanni, non ha fatto rispettare questi divieti. Ha mostrato grande deferenza alla Chiesa. Suo figlio, Edoardo I d'Inghilterra, era interessato a ristabilire il precedente stabilito nella Magna Carta e la Grande Carta del 1217. Gli Statuti di Mortmain hanno stabilito che nessun possedimento dovesse essere concesso ad una corporazione senza l'assenso reale. Il problema delle terre della Chiesa è persistito con la pratica dell'uso cestui que. È alla fine cessato quando Enrico VIII d'Inghilterra nel 1536 sciolse i monasteri e confiscò le terre della Chiesa.

## Alienazione e lo statuto del Quia Emptores
In Inghilterra nei secoli XII e XIII, è stata definita la proprietà giuridica della terra attraverso un sistema gerarchico del possesso. Il monarca era il proprietario finale di tutte le terre nel Regno e fuori dalla sua tenuta vi erano possedimenti minori, detenuti da individui noti come "inquilini in capite". Ulteriori titoli di possesso si potevano creare con un processo chiamato "sub-infeudazione".
I titoli di possesso della terra potevano essere alienati (cioè, il titolo poteva essere trasferito ad altri) in due modi. La Sostituzione significava che l'acquirente avrebbe preso la tenuta con i medesimi titoli di possesso e mantenuti dal Signore acquirente come il precedente. La sub-infeudazione significava che l'inquilino originale ha continuato a possedere un immobile, ma che lo stesso avrebbe creato un nuovo possedimento dipendente dalla tenuta originale.
L'alienazione non era sempre possibile; a volte era necessario il permesso del Signore feudale. È opinione di Pollock e Maitland che a metà del XIII secolo, l'inquilino conduttore ha goduto di un grande potere di disporre dei suoi beni immobili con atto inter vivos (tra vivi), anche se questo è stato oggetto di alcune restrizioni a favore del proprio Lord. Diverse opinioni sono state espresse. Coke ha considerato la tradizione inglese come una delle antiche libertà dettate dalla consuetudine. L'inquilino conduttore ha avuto una relativa libertà di alienare in tutto o in parte del suo patrimonio. Blackstone giunge a una conclusione diversa. "La dottrina dei feudi" è iniziata con l'inalienabilità del feudo come punto di partenza. Pollock e Maitland credono che l'interpretazione di Coke debba essere quella più valida. Entrambi i punti di vista possono essere veri. Gli studiosi moderni hanno dato più peso alla legge scritta e consuetudinaria dei Normanni che esisteva a quel tempo.
Una conseguenza della capacità per i proprietari di alienare i loro possedimenti era una crescita nei doni della terra alla chiesa. Il patrimonio dato in questo modo si diceva fosse un possesso in frankalmoin.
Quando il patrimonio era tenuto col sub-infeudamento, era a detrimento dei diritti del signore (Lord) di banno. È stato difficile o impossibile per il Signore feudale ricavarne tutti i servigi (ad esempio servitù di cavaliere, l'affitto, l'omaggio) dai nuovi tenutari, che non avevano alcun legame con il signore. Pollock e Maitland fanno il seguente esempio: nel caso di sub-infeudazione, il vecchio inquilino è responsabile per i servizi al Signore feudale. Se A infeuda B per mantenere il servizio di un cavaliere, e poi B infeuda C corrispondendo come un affitto una libbra di pepe per anno; B muore lasciando un erede di minore età, A ha diritto ad una tutela (il servizio del cavaliere), ma essa varrà molto poco; invece di avere diritto a godere della terra stessa fino a quando l'erede di B è maggiorenne, otterrà qualche chilo annuali di pepe. Invece di godere della terra per devoluzione dell'eredità, egli riceverà soltanto un affitto irrisorio.
Bracton fa l'esempio quando l'inquilino ha fatto un dono di frankalmoin - un dono della terra alla Chiesa. Una tutela non sarebbe di alcun valore. Una devoluzione ereditaria del terreno (una rivendicazione del terreno da parte del Lord feudatario) permetterebbe al proprietario di prendere il controllo del territorio. Ma l'atto di mettere i terreni in frankalmoin li fa cadere nelle mani di un gruppo di avvocati o di altri potentati che hanno concesso l'uso della terra a una organizzazione della Chiesa. Il feudatario avrebbe il controllo nominale della corporazione che mai aveva concluso un accordo di omaggio feudale. La corporazione non doveva nulla al signore. Bracton era in sintonia con questo accomodamento. Secondo lui il signore non è realmente leso nei suoi diritti. I suoi diritti alla terra rimangono integri. È vero che sono stati significativamente diminuiti. Aveva sofferto danni, ma non vi era stata alcuna lesione dei diritti. Bracton era del parere che un dono della terra alla Chiesa potrebbe essere annullato dagli eredi, ma non dal signore feudale.
Lo statuto di Quia Emptores, emanato nel 1290, ha confermato la capacità degli inquilini di alienare liberamente i loro beni per sostituzione, e si pone fine alla possibilità di alienazione per sub-infeudazione. Ha inoltre posto fine alla possibilità di ulteriori possedimenti fondiari in frankalmoin creati da chiunque se non il re.

## Frankalmoin e l'Assise di Utrum

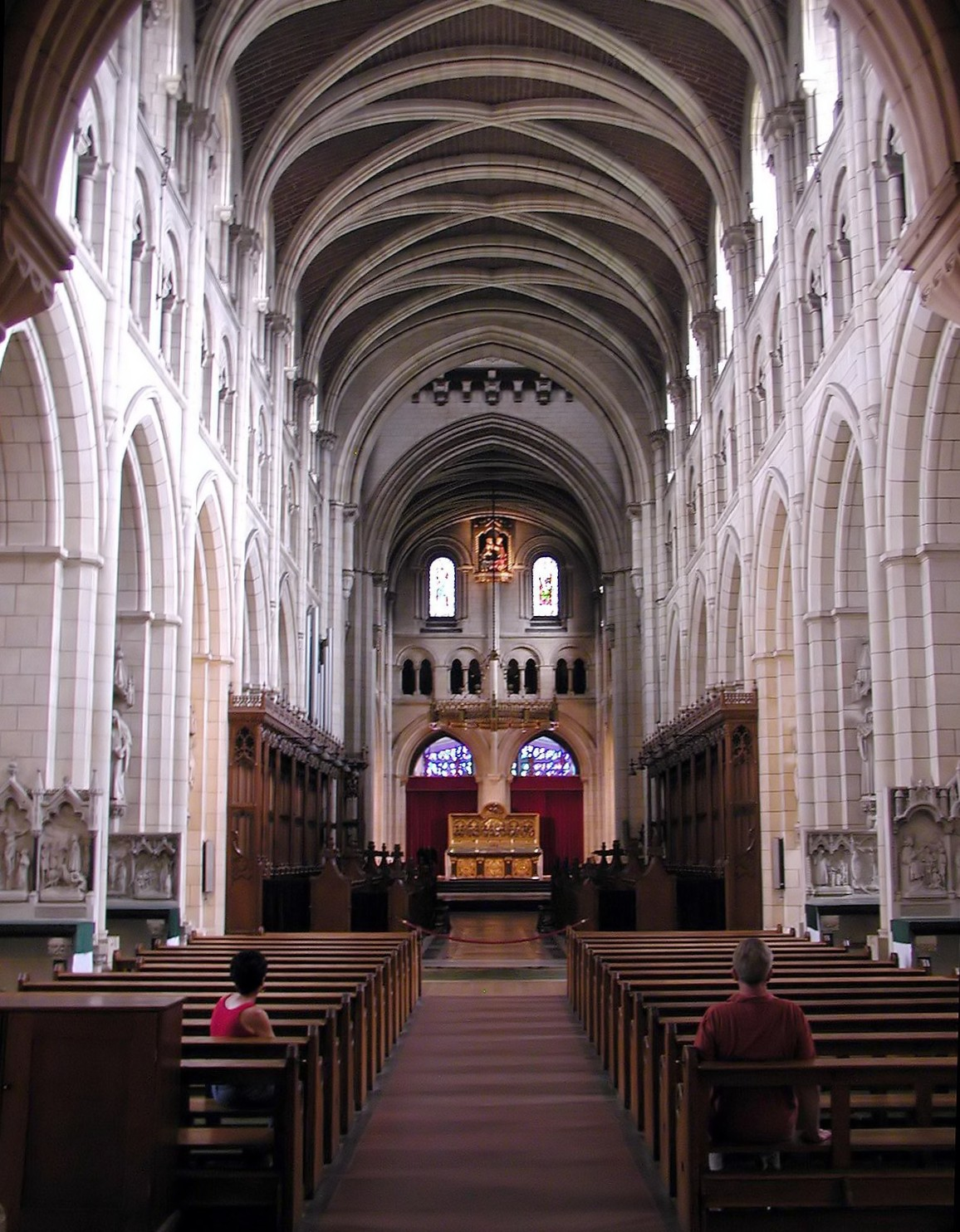
Abbazia di Buckfast come ricostruita. È nata su un terreno donato da parte di re Canuto il Grande nel 1018, e divenne un'abbazia dei monaci Cistercensi nel 1147.

I doni di terreni in frankalmoin erano destinati ad essere fatti a Dio. Bracton descrive questi come "primo et principaliter" a Dio, e solo "secundario" ai canonici o monaci o preti. Un dono, per esempio, all'Abbazia di Ramsey avrebbe preso la forma di un dono “a Dio e S. Benedetto di Ramsey e l'abate Walter e i monaci di San Benedetto”, o riassunto, “verso Dio e la chiesa di San Benedetto di Ramsey” o brevemente “a Dio e S. Benedetto”. Spesso il donatore rilasciava la Carta di infeudamento o qualche altro simbolo come un coltello o un altro simbolo di possesso sull'altare della chiesa. Dio era considerato il principale proprietario terriero. Bracton si avvale di diversi argomenti per avvalorare questa affermazione. Egli lascia intendere che la terra data in frankalmoin era al di fuori della sfera della mera giustizia umana.
Negli anni successivi, la funzione del possesso in frankalmoin che ha attirato l'attenzione degli avvocati era l'assenza di qualsiasi servizio feudale che potesse essere imposta dai tribunali secolari. Sovvenzioni dalla Corona “in elemosine, libere, pure e perpetue” sarebbero state libere da ogni servizio feudale secolare. 
Tuttavia, se veniva poi coinvolto un signore intermedio, potevano essere reclamati servizi come Socage, tasse e altri servigi estratti dalla terra, in parte o in totale. I casi sono diventati così complicati che una assise speciale, l'Assise di Utrum è stata istituita a metà del XII secolo. La Giurisdizione normalmente era dei Tribunali Ecclesiastici. L'Assise di Ultram, soprattutto come definito nelle Costituzioni di Clarendon del 1164, diede alla Corona la possibilità di chiarire le questioni difficili della proprietà e del dovere in un tribunale laico, non-religioso. Spesso, la proprietà era meno importante nel determinare chi ha diritto a grano, servizio di cavaliere, obblighi pecuniari per matrimonio e simili. Tali dazi sono stati definiti nel modo in cui era stata concessa la terra, e da chi nella catena feudale. Spesso la terra veniva donata a un'organizzazione della Chiesa e riaffittata al concedente per evitare i servizi feudali dovuti al Signore feudale (great lord).

## Problemi con la manomorta al tempo di Bracton

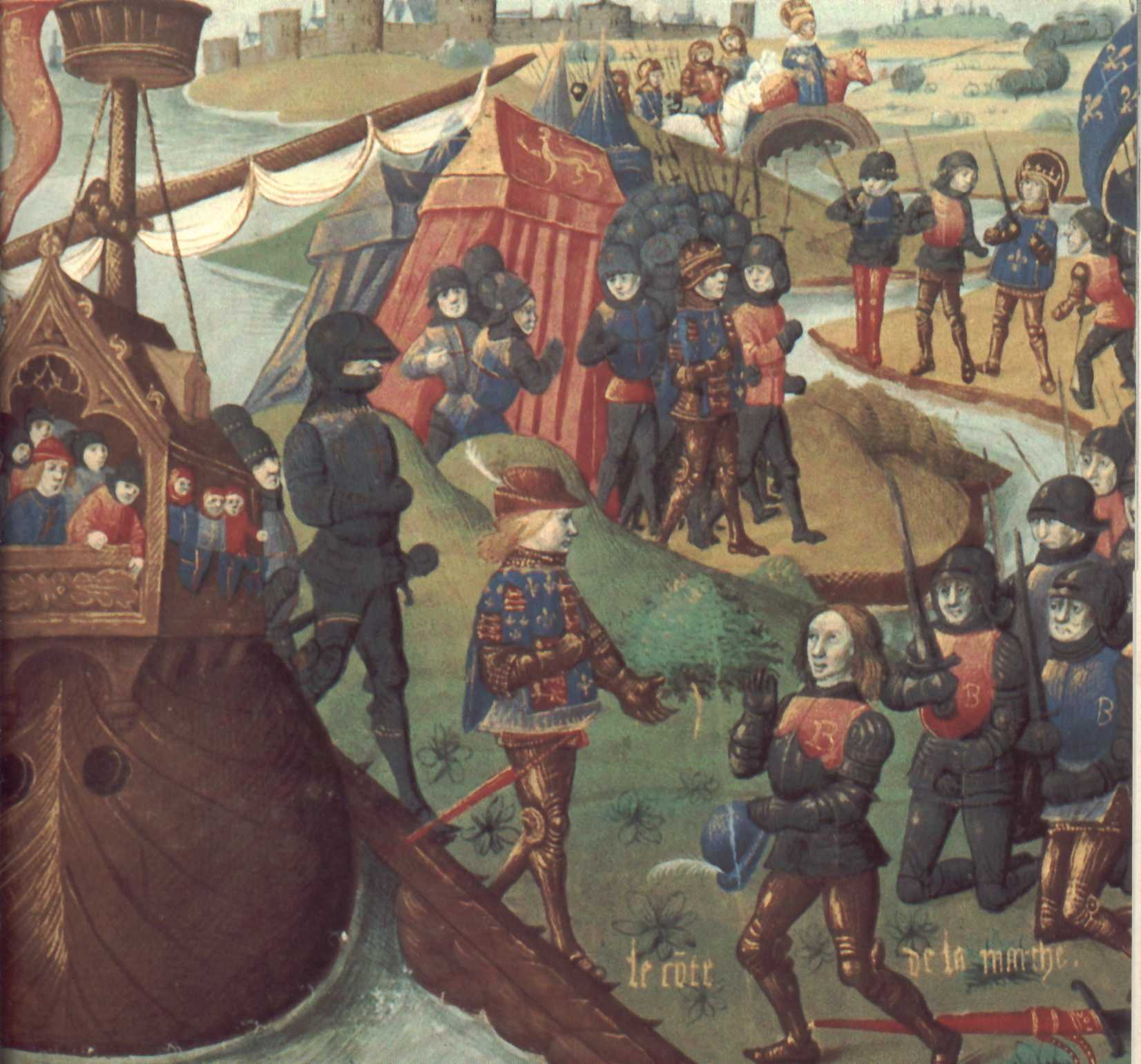
Enrico III d'Inghilterra ha avuto grande deferenza per la Chiesa e non ha fatto rispettare le proscrizioni contro la manomorta definite nelle Grandi Carte del 1215 e 1217.

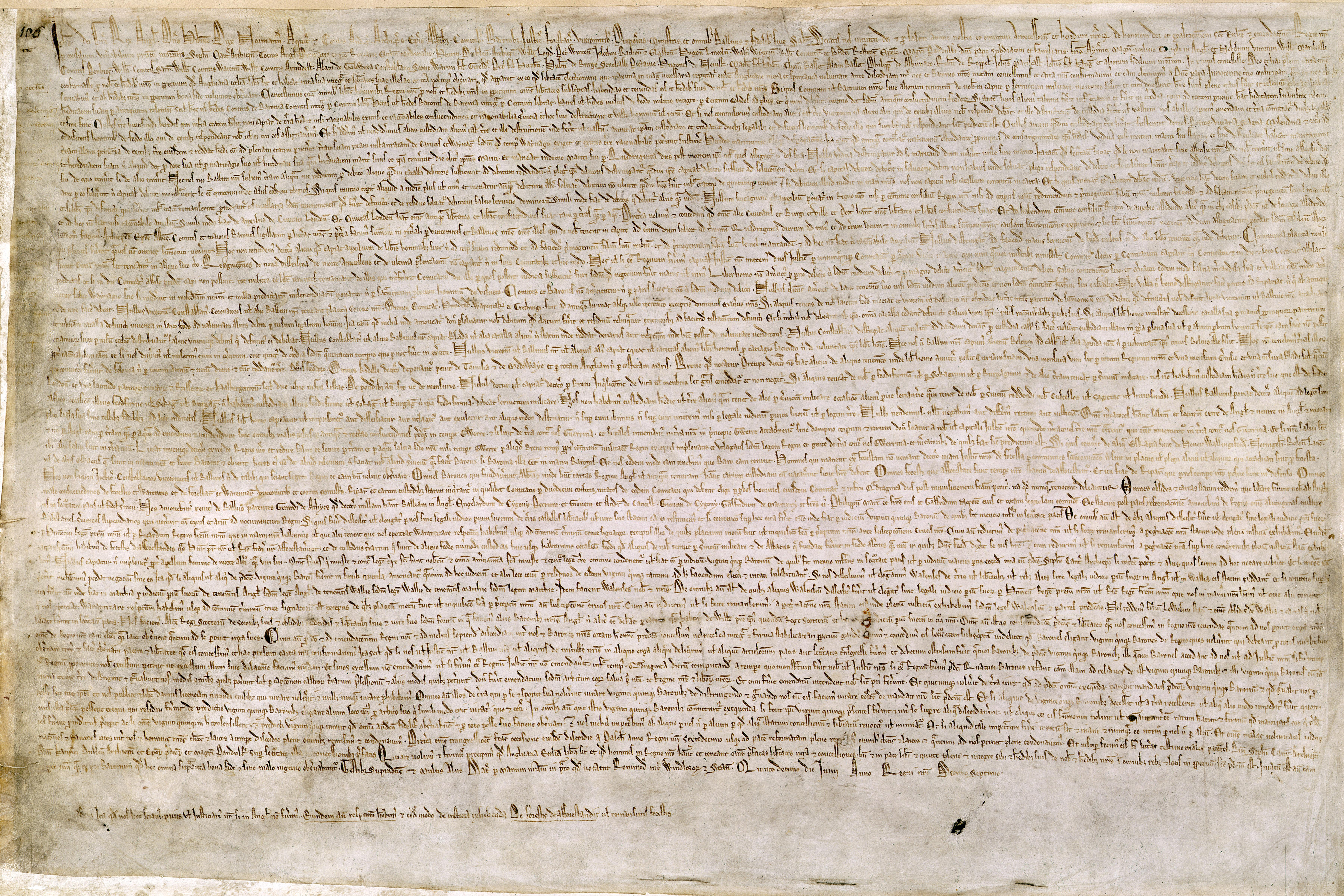
La Magna Carta del 1215 accennava all'alienazione di terreni alla chiesa, allo scopo di sottrarsi ai diritti accessori feudali. La Grande Carta del 1217 proibì la pratica a titolo definitivo.

Il lascito di terra alla Chiesa ha avuto una storia lunga e controversa in Inghilterra. Prima dell'invasione Normanna lo stato e la Chiesa sono stati mescolati frequentemente. Il Vescovo o il sacerdote potevano anche sedere in giudizio per cause civili e penali. I Normanni hanno creato una rigida separazione tra Chiesa e Stato. Guglielmo il Conquistatore ha incoraggiato la separazione, ma fu entusiasta del ruolo della Chiesa in materia morale. Di conseguenza, ha sviluppato su due livelli il sistema giuridico: i Tribunali ecclesiastici e le Corti di Common Law. La Giurisdizione era spesso poco chiara. Uno che non riceveva un risultato soddisfacente in un tribunale poteva riportare nuovamente il caso in un altro. Frequentemente furono emesse dai tribunali di Common Law writ di divieto per impedire di depositare il caso in un Tribunale della Chiesa. Bracton considera questo un peccato per le persone che si impegnano a vivere secondo il risultato di un tribunale di Common law, solo per il deposito in un Tribunale della Chiesa.
La pratica di promettere di terra alla Chiesa era generalmente consentita sotto le norme di frankalmoin dopo i Normanni. C'erano due ragioni per farlo: gratitudine verso la Chiesa e per evitare vincoli feudali e doveri. Una volta che la terra era stata promessa alla Chiesa, era difficile o impossibile per il Signore feudale ottenere le sue rendite e servigi dalla terra.
Bracton fa l'esempio quando l'inquilino ha fatto un dono di frankalmoin - un dono della terra alla Chiesa. Una tutela non sarebbe di alcun valore. Una devoluzione ereditaria del terreno (una rivendicazione del terreno da parte del Lord feudatario) permetterebbe al proprietario di prendere il controllo del territorio. Ma l'atto di mettere i terreni in frankalmoin li fa cadere nelle mani di un gruppo di avvocati o di altri potentati che hanno concesso l'uso della terra a una organizzazione della Chiesa. Il feudatario avrebbe il controllo nominale della corporazione che mai aveva concluso un accordo di omaggio feudale. La corporazione non doveva nulla al signore. Bracton era in sintonia con questo accomodamento. Secondo lui il signore non è realmente leso nei suoi diritti. I suoi diritti alla terra rimangono integri. È vero che sono stati significativamente diminuiti. Aveva sofferto danni, ma non vi era stata alcuna lesione dei diritti. Bracton era del parere che un dono della terra alla Chiesa potrebbe essere annullato dagli eredi, ma non dal signore feudale.
Una volta che la terra è entrata nel controllo della Chiesa, non poteva più essere devoluta. Dal momento che la Chiesa non muore mai, la terra non potrebbe mai essere ereditata o confiscata dal Signore feudale. Questo fatto è venuto per essere conosciuto come la “mano morta” (mortmain). O la Chiesa era la mano della morte, o la mano del morto ancora controllava la terra da esso mesa a disposizione della Chiesa. Le azioni di persone che erano morte generazioni prima controllavano ancora la terra. Anche questo è stato la “mano morta”.
La Magna Carta del 1217 aveva colpito certe pratiche collusive delle quali le chiese erano a conoscenza. I doni collusivi alla Chiesa (che sono stati fatti spesso al fine di eludere le servitù feudali) sono stati vietati. Coke interpreta questo come se il suo unico effetto sia stato quello di creare un regalo eccessivo annullabile dagli eredi del donatore. Certamente non poteva essere annullato dal Signore feudale del donatore, e questo parere è stato ribadito da Bracton. Capitolo 43: “Uno non si infeuda una casa religiosa e si riprendere la terra come inquilino di quella casa.” La furberia perché ciò sia evitato sembra essere questa: alcuni enti religiosi favoriti, per esempio i Templari, hanno privilegi reali che con parole generiche rendono libere tutte le terre che ora hanno, o in seguito acquisiscono, da molti oneri. Un uomo dà la terra a una casa e poi diventa inquilino di quella casa, e come tale egli poi sostiene l'immunità da servigi in forza della carta. La concessione della terra a una corporazione religiosa libera l'inquilino dai suoi obblighi per il Signore feudale e il proprietario del terreno.
La Carta del 1217 non lasciava prevedere la concessione di terre alla Chiesa. Nonostante questo, re Enrico III concesse licenze (che non erano autorizzate dalla legge).
Nel Parlamento del 1258 di Oxford i baroni hanno cercato di impedire agli uomini di religione di entrare nei feudi dei conti e baroni e altri vassalli senza la loro volontà, per i quali hanno perso per sempre le loro tutele, garanzie matrimoniali, esenzioni e demanio. Nel 1259 le Disposizioni di Westminster hanno prescritto che non è lecito per gli uomini di religione entrare nel feudo di nessuno senza la licenza del signore possessore del territorio. Le disposizioni sono state considerate legge, quindi non rigorosamente applicata a seconda di chi aveva influenza politica: baroni o re. La maggior parte delle disposizioni di Westminster sono stati ri-emanate dallo Statuto di Marlborough nel 1267, ma non quelle menzionate. Di questo possono essere state le richieste del clero che hanno avuto influenza sul re che allora stava godendo molto potere sui baroni. Lo statuto di Marlborough era stato il punto finale simbolico della seconda guerra dei baroni. L'omissione di restrizioni alla Chiesa possono essere direttamente riconducibili a Enrico III e alla sua simpatia per il clero, secondo Plucknett. Nel 1279 lo Statuto De Viris Religiosis fa riferimento alle disposizioni di Westminster come se fossero state risolte dalla legge, ed ha aggiunto un controllo sulle alienazioni effettuate in manomorta. Nessun religioso poteva acquistare terreni. Se così fosse accaduto, il terreno veniva confiscato a favore del signore, e lui avrebbe avuto un breve termine per sfruttare la decadenza. Se non fosse riuscito a farlo, il signore appena sopra di lui nella scala feudale avrebbe avuto una simile opportunità. Ciò continuando fino al re. Lo statuto non si limitò a condannare frankalmoin, i religiosi non potevano acquisire più terra, anche se erano disposti a pagare un affitto pieno. Se il signore era disposto, la terra poteva essere concessa al corpo religioso con la sua inazione. Le licenze di acquisire terreni in manomorta erano facilmente ottenute in quegli anni. Re Enrico III era in sintonia con gli enti religiosi durante il suo lungo regno. C'era stato un decreto francese simile entrato in vigore nel 1275. Enrico III aveva una reputazione di governare per decreto - facendo proclami reali sul impulso del momento. Questi erano fonte di problemi per entrambi i tribunali del tempo, secolari e della chiesa. Sforzi sono stati fatti per ridurre e limitare la sua pratica.

## Risultato degli Statuti di Mortmain

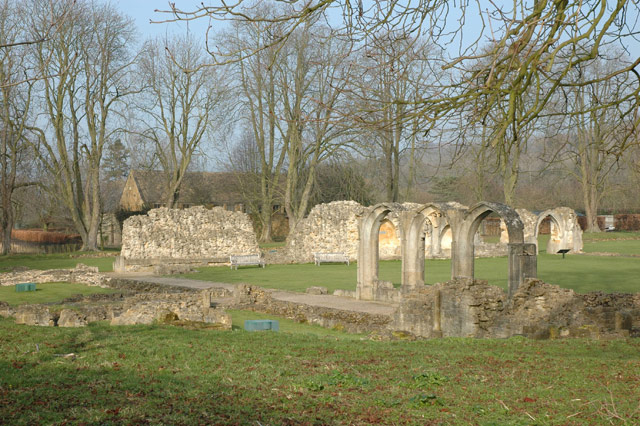
Le rovine dell'Abbazia di Hailes costruita circa nel 1245 da Riccardo, Conte di Cornovaglia, fratello minore di Enrico III d'Inghilterra.

Durante il regno di Enrico III d'Inghilterra, la concessione di terre alle Parrocchie stava diventando pratica comune. Gli inquilini spesso erano in collusione con la chiesa per eludere i servigi feudali. La Grande Carta del 1217 conteneva la prima disposizione diretta contro questa pratica:
“Non deve essere lecito per chiunque d'ora in poi dare la sua terra a una congregazione religiosa al fine di riprendere nuovamente il possesso della stessa; né sarà lecito per ogni congregazione religiosa accettare terra da qualcuno e di ritornarla a colui dal quale l'hanno ricevuta. Se qualcuno per il futuro darà la sua terra in questo modo ad ogni congregazione religiosa e condannato per loro, il dono deve essere annullato e la terra confiscata a beneficio del titolare della rendita.”
Sono riportati diversi casi in cui il Re specificamente proibì all'inquilino di alienare a una chiesa o terreni detenuti in perpetuo dalla Corona, e presumibilmente l'equivalente di mano morta. Questi casi sono datati 1164, 1221 e 1227. Dopo il 1217, ci furono confische di terreni per il signore feudale nei casi di alienazione non autorizzata in manomorta. Enrico III concesse cospicui favori alla Chiesa e lasciò i proclami del periodo 1215-1217 in gran parte inapplicati. La proibizione è stata reintrodotta e resa più efficace dal figlio di Enrico III, Edoardo I nello statuto del Mortmain nel 1279.
Non era efficace. La terra poteva ancora essere lasciata alla Chiesa col meccanismo dell'uso in cestui que. Questo è descritto nell'articolo Cestui que. Enrico VII d'Inghilterra speso molte risorse nei tribunali cercando di rompere la morsa giuridica degli "utilizzi" da parte delle congregazioni della Chiesa. Lo Statuto degli Usi tre secoli dopo gli Statuti Mortmain avrebbe tentato, con successo solo parziale, di porre fine alla pratica dell'uso in cestui que. Enrico VIII d'Inghilterra poté risolvere il problema una volta per tutte, sciogliendo i monasteri e confiscando tutte le terre della Chiesa.